# Maya Jama
Pour les articles homonymes, voir Jama.
Maya Indea Jama (née le 14 août 1994) est une présentatrice de télévision et de radio britannique. Elle co-présente Trending Live! sur 4Music de 2015 à 2017, Cannonball sur ITV en 2017, l'émission MTV True Love ou True Lies avec Danny Dyer et les premières saisons de The Circle sur Channel 4 avec Alice Levine. Elle présente actuellement une émission de BBC Radio 1 les vendredis et samedis de 10 h 00 à 13 h 00 GMT.
Le 13 mars 2020, elle co-présente Sport Relief de la BBC sur BBC 1 avec le comédien Tom Allen.

## Biographie

### Enfance
Jama est née et a grandi à Bristol, où elle a fréquenté l' école Cotham,. Elle est d'origine somalienne du côté de son père et d'origine suédoise du côté de sa mère. Elle a été nommée en l'honneur de Maya Angelou. Jama déménage à Londres à l'âge de 16 ans pour poursuivre une carrière d'actrice.

### Carrière
Jama a commencé sa carrière  dès l'adolescence. Elle a présenté le compte à rebours de clips vidéo hebdomadaires sur JumpOff TV à Londres. Elle a ensuite travaillé pour Sky sur TRACE Sports et a ensuite été DJ en semaine sur Rinse FM. En août 2014, Jama a rejoint MTV en tant que présentateur pour The Wrap Up . De plus, elle a présenté Maya's FIFA World Cup Cities sur Copa90, un récit de voyage couvrant la Coupe du monde de la FIFA 2014 au Brésil. Jama a également co-organisé la série de taxis de la Coupe du monde en neuf parties consacrée à l'événement,.
En septembre 2017 et février 2018, Jama était un invité invité sur Loose Women d' ITV. En novembre 2017, elle est également devenue la plus jeune personne à co-animer les MOBO Awards sur Channel 5 avec son collègue présentateur Marvin Humes. Elle a également travaillé en étroite collaboration avec The BRITS, en animant leur soirée Pre BRITS 2017 et une vidéo en direct sur Facebook depuis le tapis rouge.
Jama a co-animée l'émission de jeu du samedi soir Cannonball sur ITV avec Freddie Flintoff, Frankie Bridge, Radzi Chinyanganya et Ryan Hand également en 2017.
Au printemps 2018, elle a rejoint l'équipe de BBC Radio 1 en animant les plus grands succès de Radio 1 le samedi et coanimant tous les vendredis avec Scott Mills et Chris Stark.
Elle a animé sa toute première émission télévisée sur MTV True Love ou True Lies avec Dani Dyer et The Circle sur le canal 4 avec Alice Levine . Elle a ensuite co-animé Stand Up To Cancer avec de longs supporters Alan Carr et Adam Hills et En octobre 2018, Maya est devenue capitaine de l'équipe sur le panel de rap ITV2; Don't Hate The Playaz animé par Jordan Stephens. Depuis lors, elle est apparue dans des émissions telles que A League Of Their Own Roadtrip et Big Fat Quiz of the Year.
Elle présente actuellement une émission sur BBC1 Radio 1 les vendredis et samedis de 10h00 à 13h00 GMT et qui a récemment amené Maya sur nos écrans avec sa première apparition dans l'émission de Jonathan Ross, aux côtés de la légende du punk Iggy Pop et du comédien britannique Jack Whitehall. Jama a également joué dans des rôles d'acteur et de comique.
En plus d'animer, Jama est devenue ambassadeur de la marque de lingerie Freya et a animé leur podcast, When Life Gives You Melons . Elle a également lancé sa propre collection avec la marque de mode Pretty Little Thing à l'été 2018, suivie d'une deuxième collection en février 2019. Elle est ambassadrice d'Adidas, apparaissant dans leur campagne européenne de Noël de JD Sports et également ambassadrice de la marque australienne de soins capillaires Aussie Hair. Elle est également apparue dans une campagne mondiale GAP et dans une campagne printemps / été 2019 pour Kurt Geiger .
En 2018, Jama est devenue l'ambassadrice de Savera UK, qui opère à travers le Royaume-Uni pour fournir des services aux personnes issues des communautés de minorités ethniques noires qui sont à risque de violence domestique. En 2019, elle a donné du sang pour une campagne du NHS et avait le sous-type de sang Ro rare et demandé. En 2023 elle devient égérie de la marque Dolce & Gabbana